# Shumi Dechasa
Shumi Dechasa, född 28 maj 1989, är en friidrottare från Bahrain. Han deltog vid olympiska sommarspelen 2020.